# (4823) Libenice
(4823) Libenice est un astéroïde de la ceinture principale.

## Description
(4823) Libenice est un astéroïde de la ceinture principale. Il fut découvert le 4 octobre 1986 à l'Observatoire Kleť par Antonín Mrkos. Il présente une orbite caractérisée par un demi-grand axe de 2,16 UA, une excentricité de 0,11 et une inclinaison de 1,1° par rapport à l'écliptique.

## Compléments